# Krumbach (Dolní Rakousy)
Krumbach je městys v rakouské spolkové zemi Dolní Rakousy, v okrese Vídeňské Nové Město.
K 1. lednu 2013 zde žilo 2 297 obyvatel.